# West Yellowstone
West Yellowstone is een plaats (town) in de Amerikaanse staat Montana, en valt bestuurlijk gezien onder Gallatin County.

## Demografie
Bij de volkstelling in 2000 werd het aantal inwoners vastgesteld op 1177.
In 2006 is het aantal inwoners door het United States Census Bureau geschat op 1232, een stijging van 55 (4,7%).

## Geografie
Volgens het United States Census Bureau beslaat de plaats een oppervlakte van
2,1 km², geheel bestaande uit land. West Yellowstone ligt op ongeveer 2031 m boven zeeniveau.

## Plaatsen in de nabije omgeving
De onderstaande figuur toont nabijgelegen plaatsen in een straal van 68 km rond West Yellowstone.